# Turkish Dance, Ella Lola
Turkish Dance, Ella Lola je americký němý film z roku 1898. Režisérem je James H. White (1872–1944). Film trvá  necelou minutu a byl natočen ve studiu Černá Marie v New Jersey. Premiéru měl 7. října 1898.
Film neměl komerční úspěch a stal se posledním dance filmem společnosti Edison Manufacturing Company.

## Děj
Film zachycuje Ellu Lolu, narozenou v Bostonu, jak předvádí turecký styl břišního tance.